# غوبري إيليري
غوبري إيليري (بالتركية: Gürbey İleri)‏ هو ممثل تُركي ولد في يوم 13 شباط 1988 في مدينة إسطنبول في تركيا، مثل في عدة مسلسلات تركية منها مسلسل حريم السلطان ولعبة القدر.

## روابط خارجية
- غوبري إيليري على موقع IMDb (الإنجليزية)
- غوبري إيليري على موقع قاعدة بيانات الفيلم (الإنجليزية)